# 宮田用水

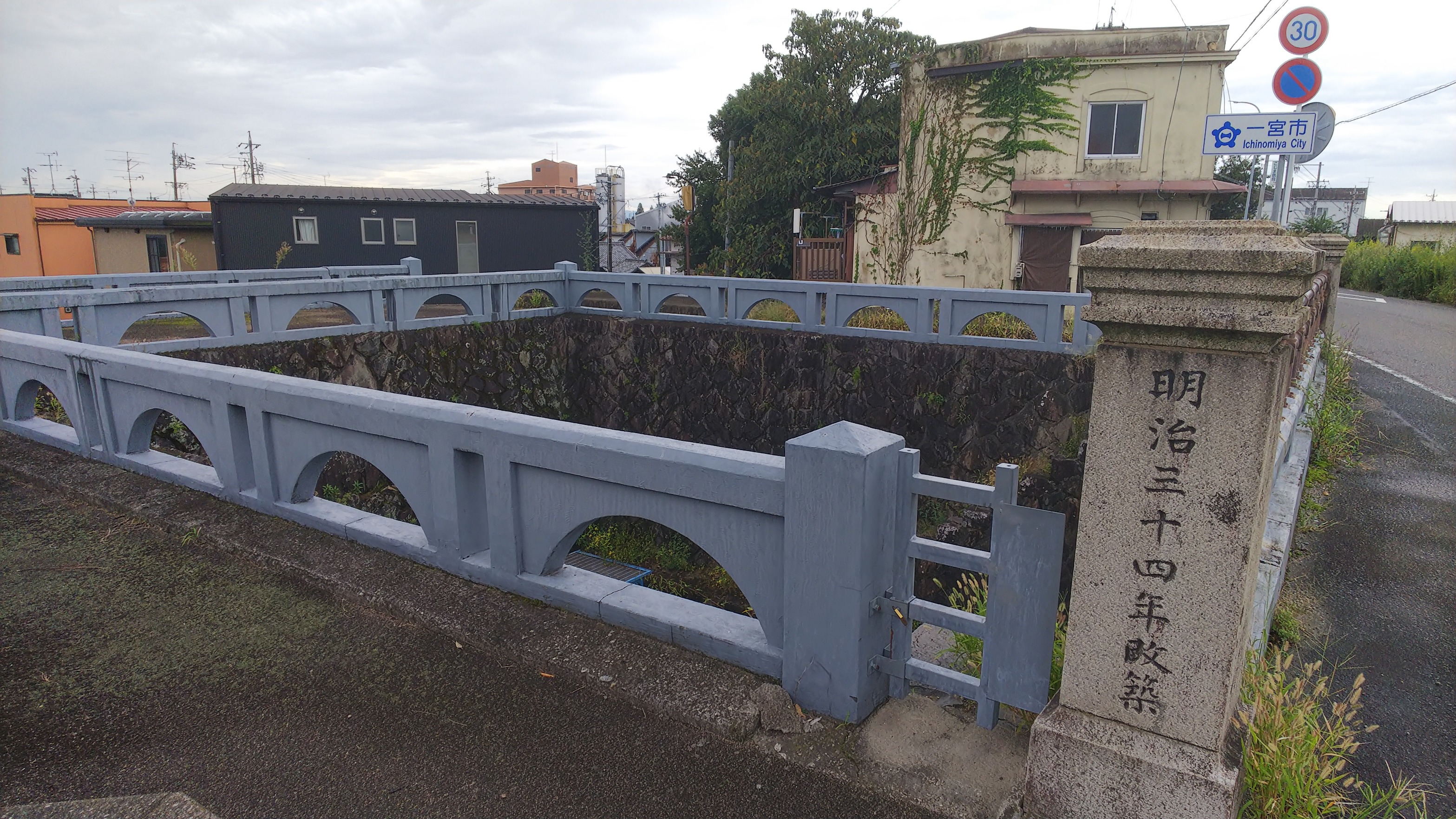
大江用水に分水する宮田西閘門

宮田用水（みやたようすい）は、岐阜県各務原市と愛知県犬山市の県境である木曽川犬山頭首工を取水源とする農業用水である。

## 概要

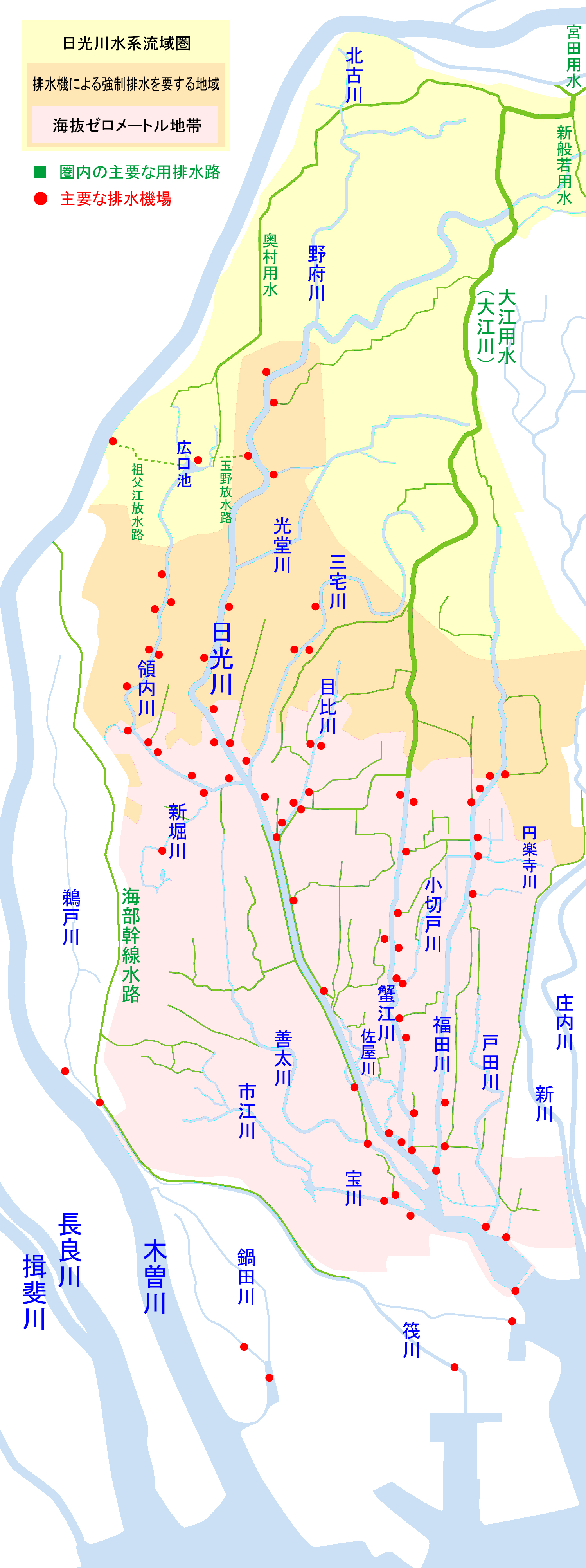
宮田用水の排水路としての機能を持つ日光川水系の概略図

犬山頭首工で取水する濃尾用水（羽島用水、宮田用水、木津用水）の1つ。
元々は現在の愛知県江南市宮田町で木曽川から取水していた大江用水・般若用水（新般若用水）・奥村用水の3つの用水路の総称であり、後に周辺用水路とともに合口された犬山頭首工から宮田町に至る「宮田導水路」も含めた用水路網全体を指す。これらの用水網によって愛知県尾張地方北部～西部の広い範囲を網羅しており、悪水・排水は日光川水系によって伊勢湾に流れる。
宮田導水路は犬山市木津にて木津用水と分かれて西進し江南市中般若町で御囲堤をくぐり、御囲堤に沿って西進して江南市宮田町で大江用水・新般若用水を分水して、一宮市浅井町黒岩で南派川に合流する。丹羽郡扶桑町から江南市草井町までは地下のパイプラインとなっている（後述）。
2006年（平成18年）、濃尾用水として疏水百選に選定される。

## 歴史

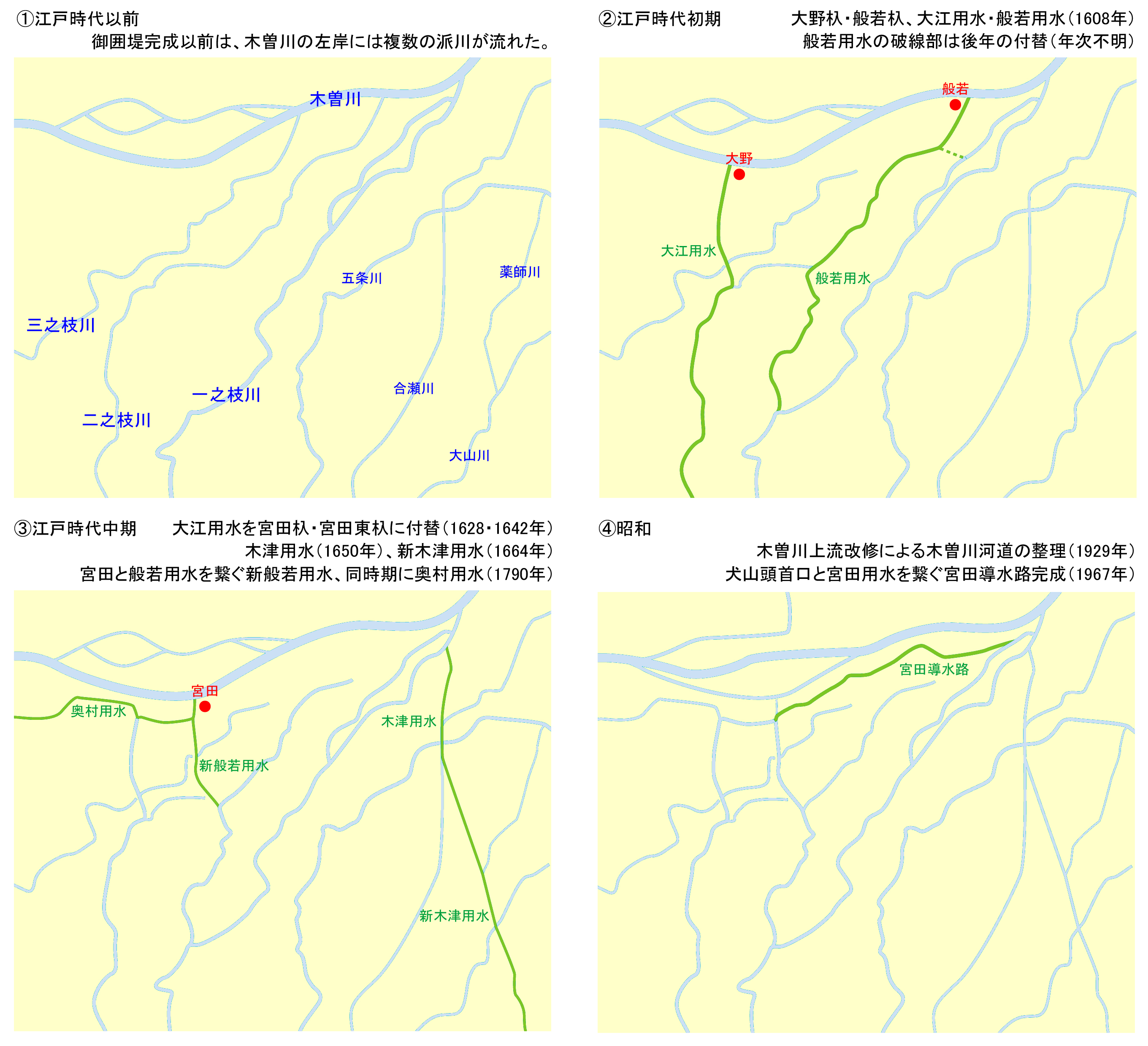
木曽川左岸用水路の変遷

### 「御囲堤」の構築と用水の開削
後に宮田用水および接続する各用水が整備される地域は木曽川の犬山扇状地に該当し、江戸時代以前はこの地域を木曽川の支派川が分流・合流しながら流れた。1001年（長保3年）に大江匡衡が整備した初期の大江用水（現在の大江用水の最下流部）などの例はあったものの、現在のような大規模な用水路を必要としなかった。
江戸幕府が開かれると徳川家康の命により、木曽川を利用した木曽ヒノキの輸送を確保と大阪の旧豊臣勢からの防衛を目的として、1608年（慶長13年）に犬山から弥富に至る木曽川左岸に約47kmにわたる連続堤「御囲堤」が築かれる。御囲堤によって木曽川から濃尾平野に流れ込む派川は締め切られ、派川の流域であった地域では用水の確保が困難になることが予想された。
木曽川に取水口（杁）を築いて用水を確保することが考えられ、葉栗郡大野村（現在の一宮市浅井町大野）に「大野杁」、般若村（現在の江南市般若町）に「般若杁」が御囲堤と同じ1608年（慶長13年）に設置される。尾張藩直営の大江用水・般若用水によって一之枝川・二之枝川・三之枝川への導水が行われ、郡奉行（＝代官）より地位が高い水奉行という役職を設置すると共に、農民に「井組」と呼ばれる管理組織を作らせて実際に運用に当たらせた。

### 取水門の移動
木曽川からの取水は洪水による土砂の堆積が起きると水量が減るという難点に加え、地形的な川筋の変化がもたらす河底の侵食は取水の不安定さを招き、次第に大野杁・般若杁ともに使用できなくなる。上流側に位置する丹羽郡木津村（現在の犬山市木津）の「木津元杁」から般若用水への補給も試みられるが、十分な水量の確保には至らなかった。なお、木津元杁からは合瀬川へと繋ぐ木津用水が1650年（慶安3年）、合瀬川から分岐して薬師川を経由して八田川へ繋ぐ新木津用水が1664年（寛文4年）に建造されている。
大江用水の取水口は1628年（寛永5年）に葉栗郡宮田村（現在の江南市宮田町）と黒岩村（現在の一宮市浅井町黒岩）の境付近に「宮田杁」、1642年（寛永19年）に宮田杁の東側に「宮田東杁」を設けざるを得なくなった。般若用水の確保も困難となったことから、1790年（寛政2年）には大江用水から般若用水へと接続する新般若用水が整備され、ほぼ同時期に大江用水から分岐して木曽川沿いに西に流れる奥村用水も完成した。

### 宮田用水事件
近代に入ると、1924年（大正13年）に大井ダムが完成すると共に木曽川に流れる水量が減少、これに対して用水を利用していた農民が慣行水利権を主張して、発電用水利権を主張した大同電力と争った。結局、1939年（昭和14年）に今渡ダムを建設して用水の取水量を確保することで両者に和解が成立した｡

### 近代化と「見えない用水路」
戦後に入って、1957年（昭和32年）に国営濃尾用水事業により宮田用水の大幅改良が開始。1967年（昭和42年）に犬山頭首工が完成し、宮田・木津・羽島の3用水を濃尾用水として共同で取水し、安定取水が実現した。だが、用水に工業汚水や生活汚水が大量に排出され水質が悪化、農作物にも悪影響が出始める。
そこで、1969年（昭和44年）から国営事業により日本初の「用水路のパイプライン化（地中化）」工事が始まり農業用水路の大部分を地下化、従来の用水路は排水路に転用することになった。この工事は1988年（昭和63年）に完成し、2006年（平成18年）に濃尾用水として疏水百選に選ばれた。

## 流域の自治体
愛知県
犬山市、丹羽郡扶桑町、江南市、一宮市